# NGC 5936
NGC 5936 ist eine aktive Balken-Spiralgalaxie mit ausgedehnten Sternentstehungsgebieten vom Hubble-Typ „SBb“ im Sternbild Schlange am Nordsternhimmel. Sie ist schätzungsweise 182 Millionen Lichtjahre von der Milchstraße entfernt und hat einen Durchmesser von etwa 75.000 Lj.
Die Typ-Iax-Supernova SN 2013dh wurde hier beobachtet.
Das Objekt wurde am 12. April 1784 von Wilhelm Herschel mit einem 18,7-Zoll-Spiegelteleskop entdeckt, der sie dabei mit „F, not S, iF, r“ beschrieb.